# Königliches Museum der Schönen Künste (Antwerpen)
Das Königliche Museum der Schönen Künste (niederländisch: Koninklijk Museum voor Schone Kunsten) ist ein Kunstmuseum in Antwerpen. Das heutige monumentale Gebäude am Leopold De Waelplaats entstand in den Jahren 1884–1890 nach Entwürfen von Jan Jacob Winders und Frans Van Dijk und wurde am 11. August 1890 eröffnet. Die aus 7600 Gemälden bestehende Sammlung zeigt die künstlerischen Entwicklungen in Antwerpen, vor allem des 16. und 17. Jahrhunderts, als die Scheldestadt zu den wichtigsten Kunstzentren Europas gehörte.
Im Obergeschoss werden Werke der sog. „Vlaamse Primitieven“, Jan van Eyck, Rogier van der Weyden, Dirk Bouts und Hans Memling gezeigt. Auch Quentin Massys, Joachim Patenier, Frans Floris und Marten de Vos als Vertreter der Renaissance und Barockmaler wie Peter Paul Rubens, Anthonis van Dyck und Jacob Jordaens werden gezeigt. Die belgische Malerei des 19. Jahrhunderts ist mit Nicaise de Keyser und Hendrik Leys, Henri de Braekeleer und James Ensor präsent. Nichtbelgische Meisterwerke sind beispielsweise durch Jean Fouquet, Simone Martini, Frans Hals oder Antonello da Messina mit seiner Kreuzigung vertreten.
Das Erdgeschoss steht der Kunst des 20. Jahrhunderts mit Werken von Rik Wouters, Constant Permeke und René Magritte offen.
Das Museum war von 2011 bis 2022 wegen Renovierungsarbeiten geschlossen. Es wurde am 24. September 2022 wieder eröffnet.

## Ausgestellte Werke
(Auswahl)

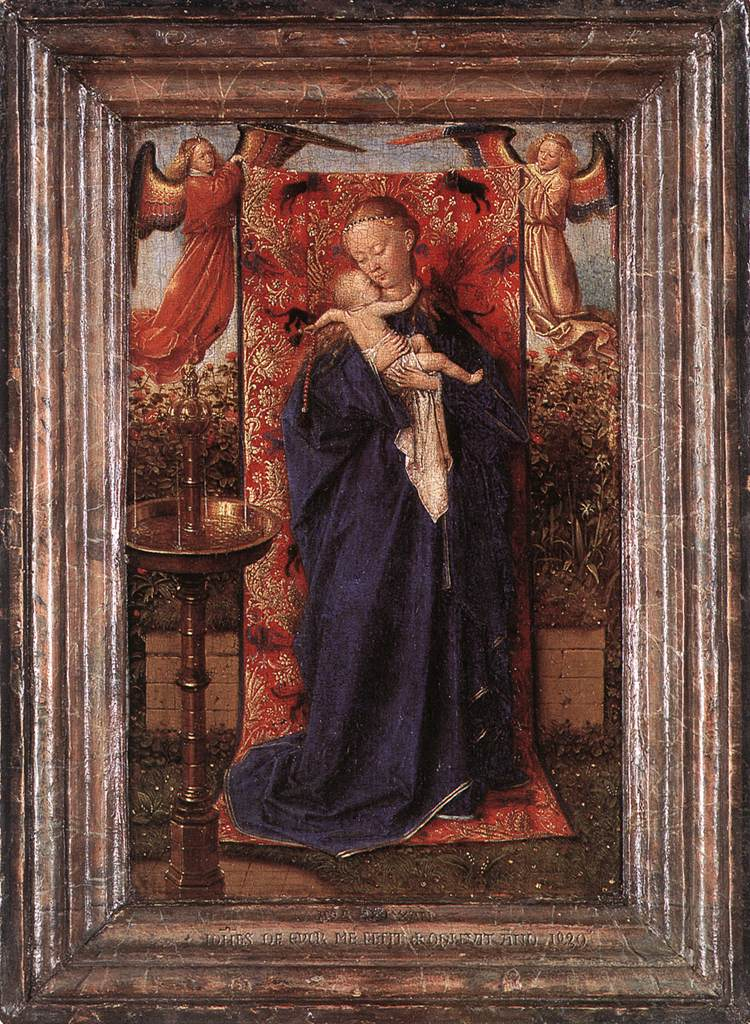
Jan van Eyck, Madonna am Springbrunnen
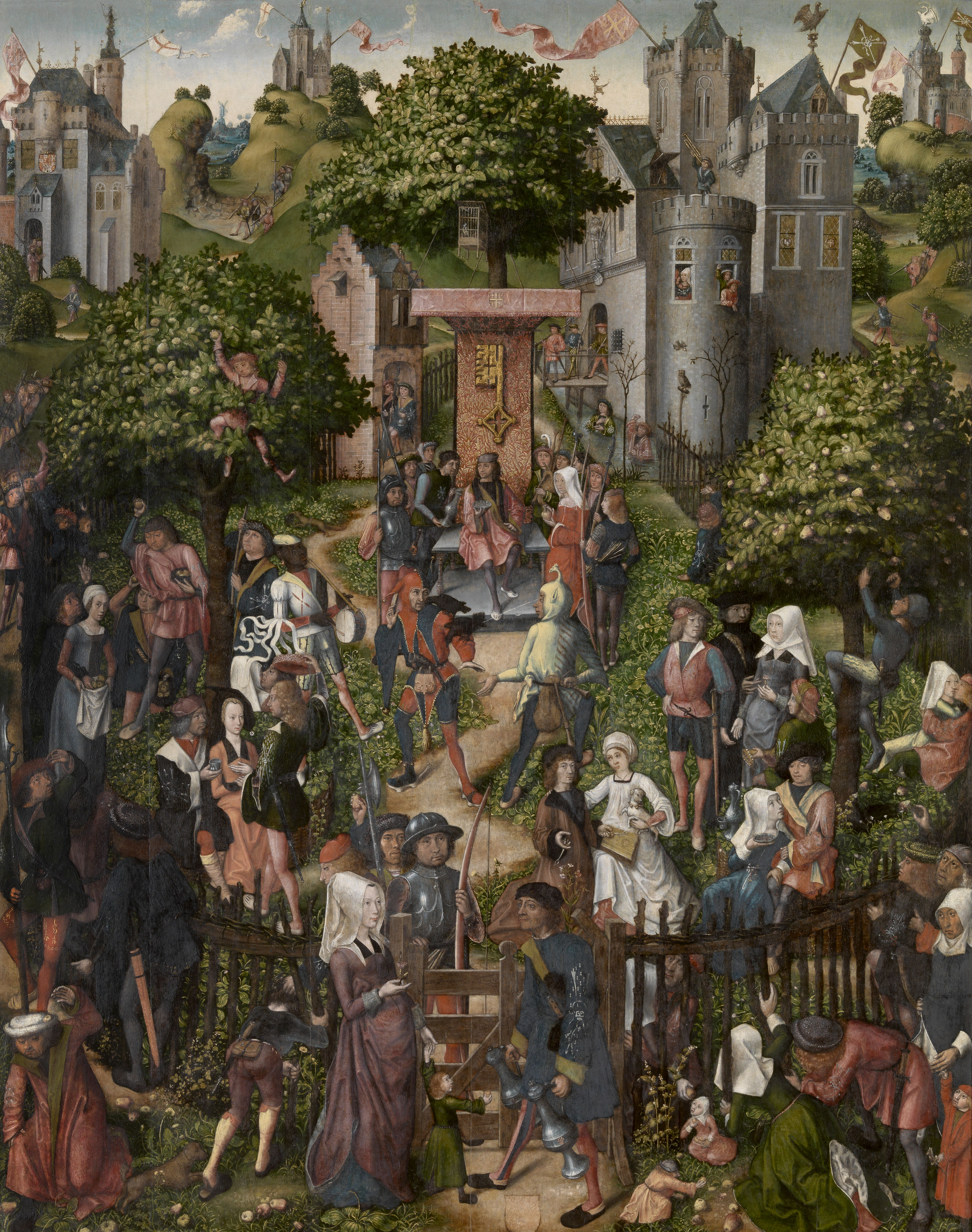
Meister von Frankfurt, Das Schützenfest
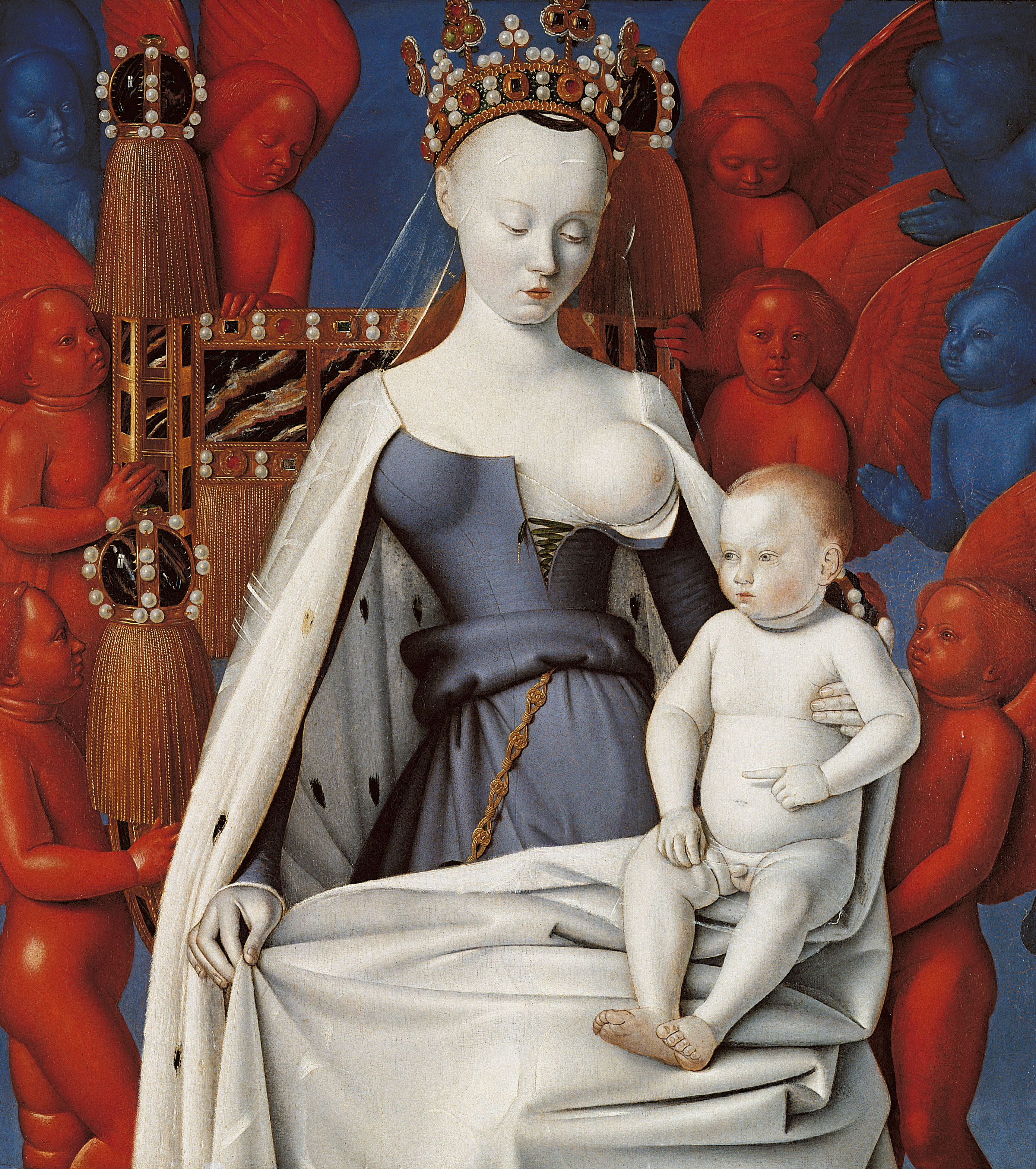
Jean Fouquet: Maria mit Kind
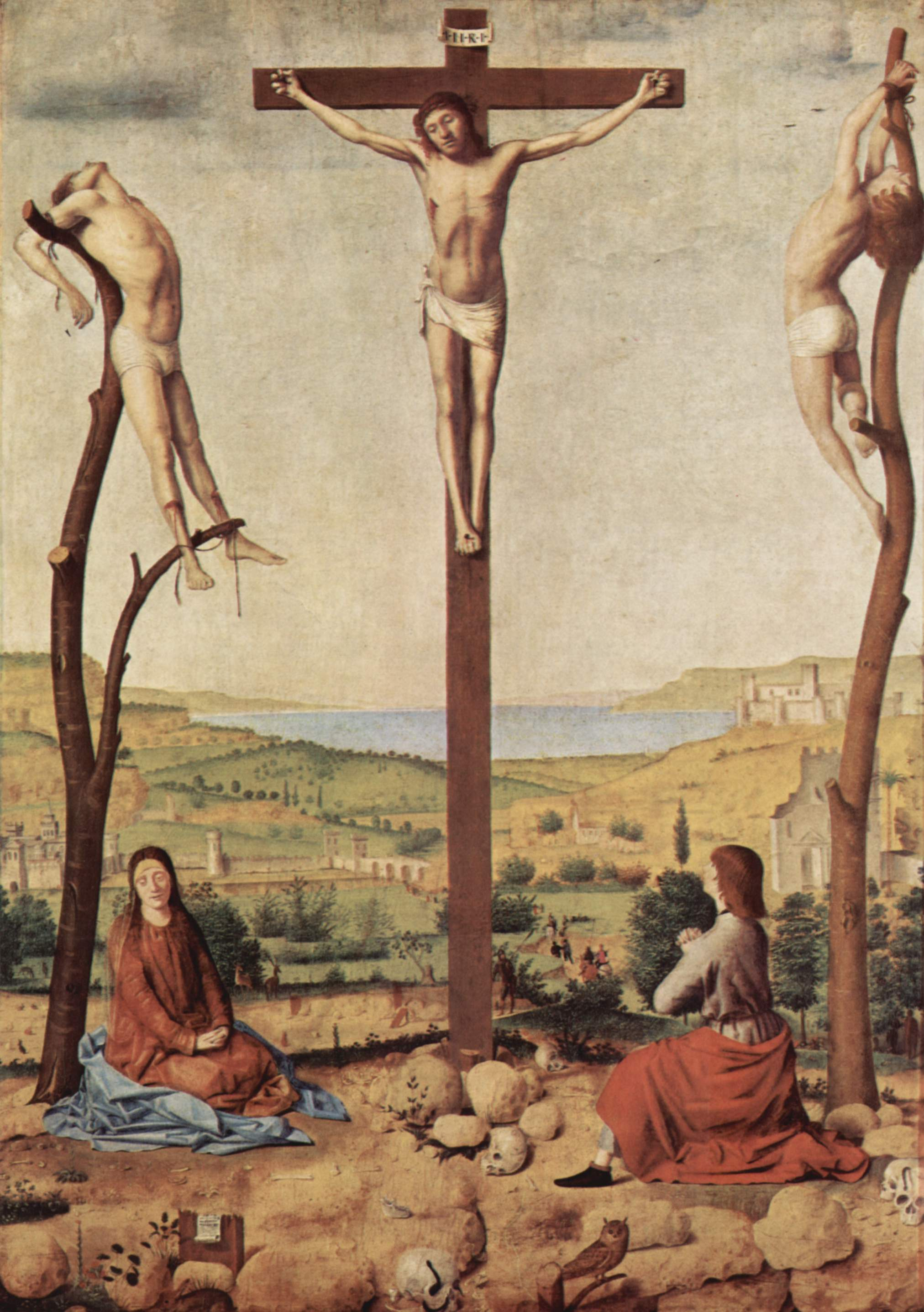
Antonello da Messina: Kreuzigung
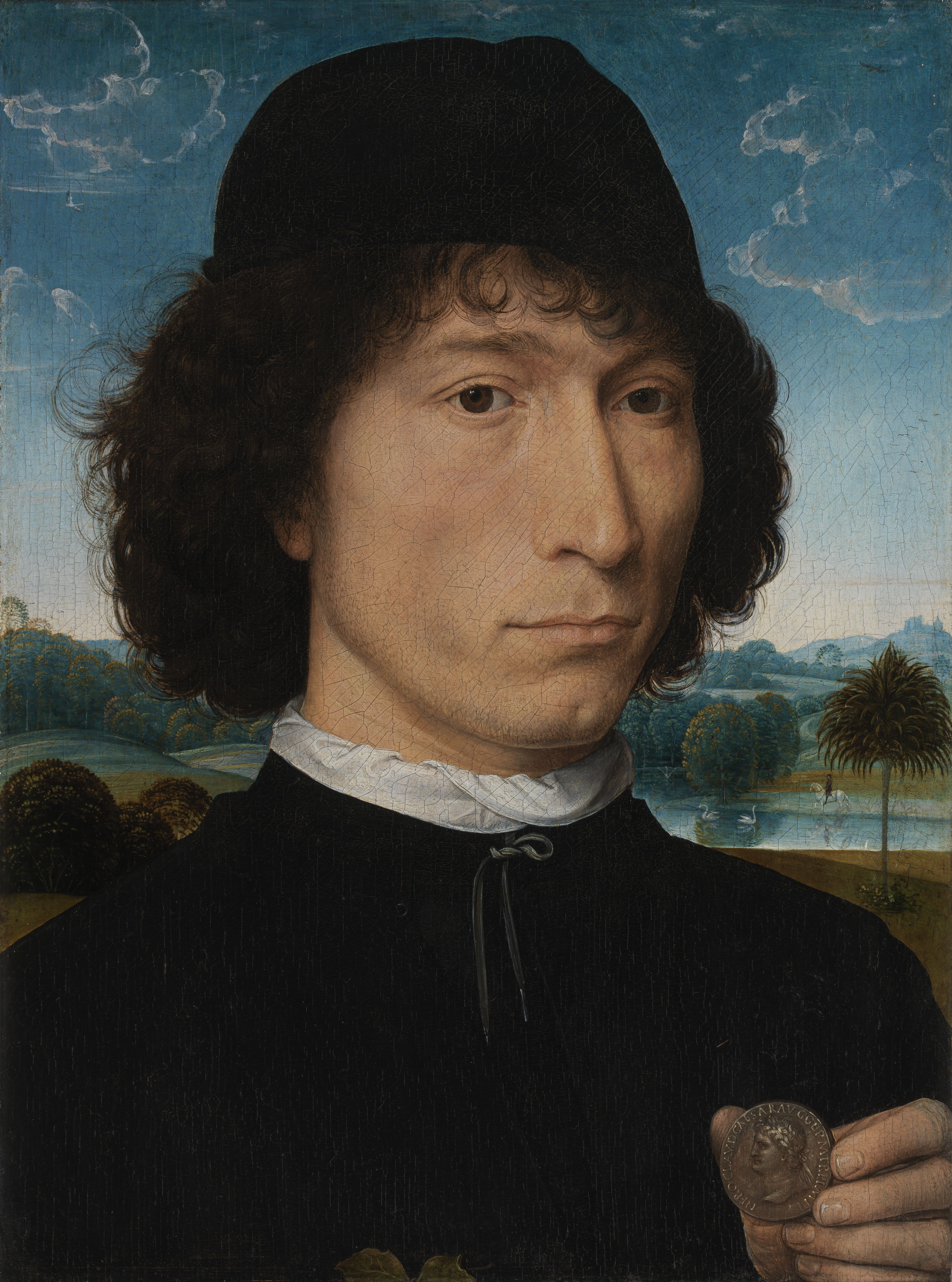
Hans Memling: Porträt eines Mannes mit einer antiken Münze
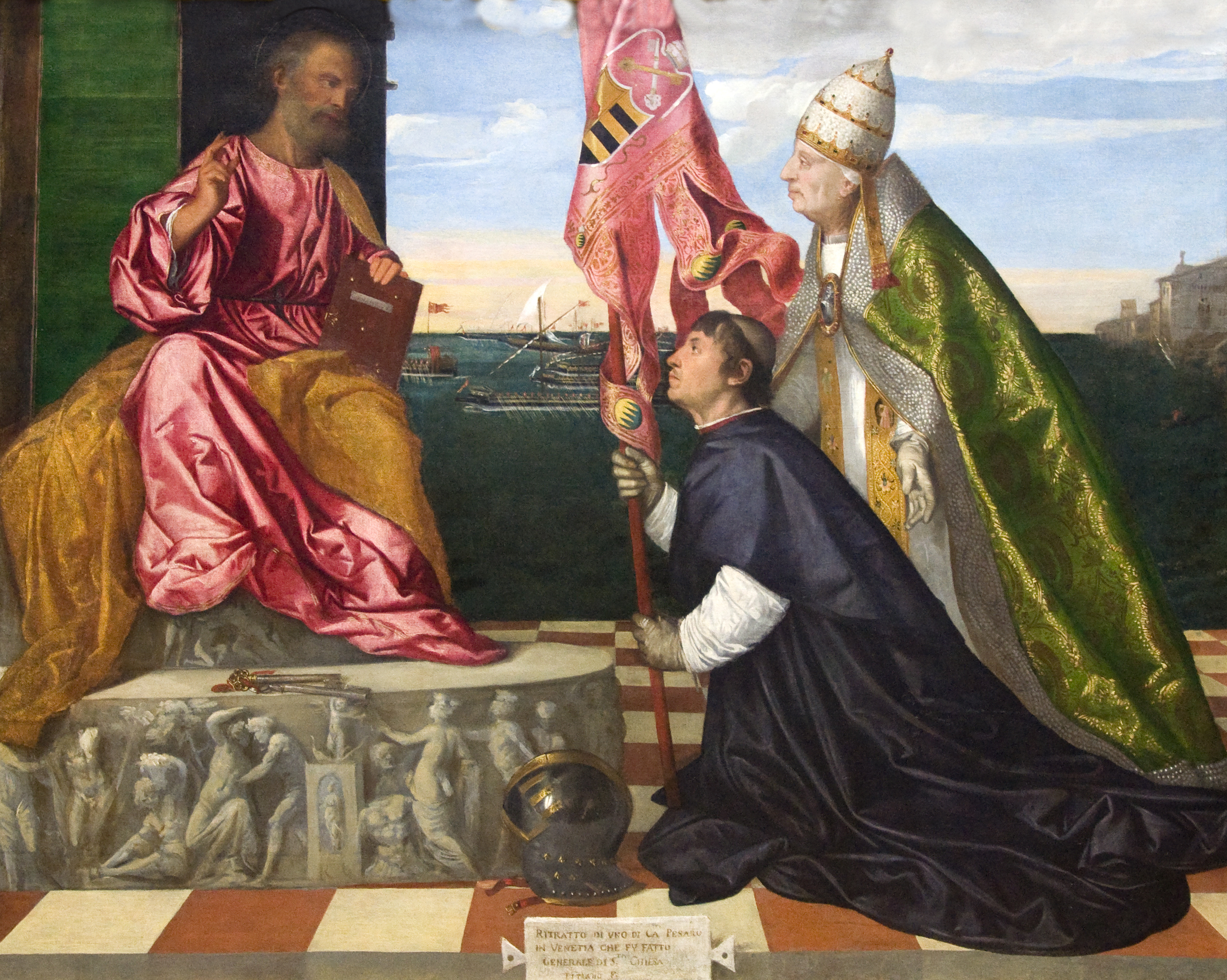
Tizian: Papst Alexander VI. empfiehlt Jacopo Pesaro dem Hl. Petrus
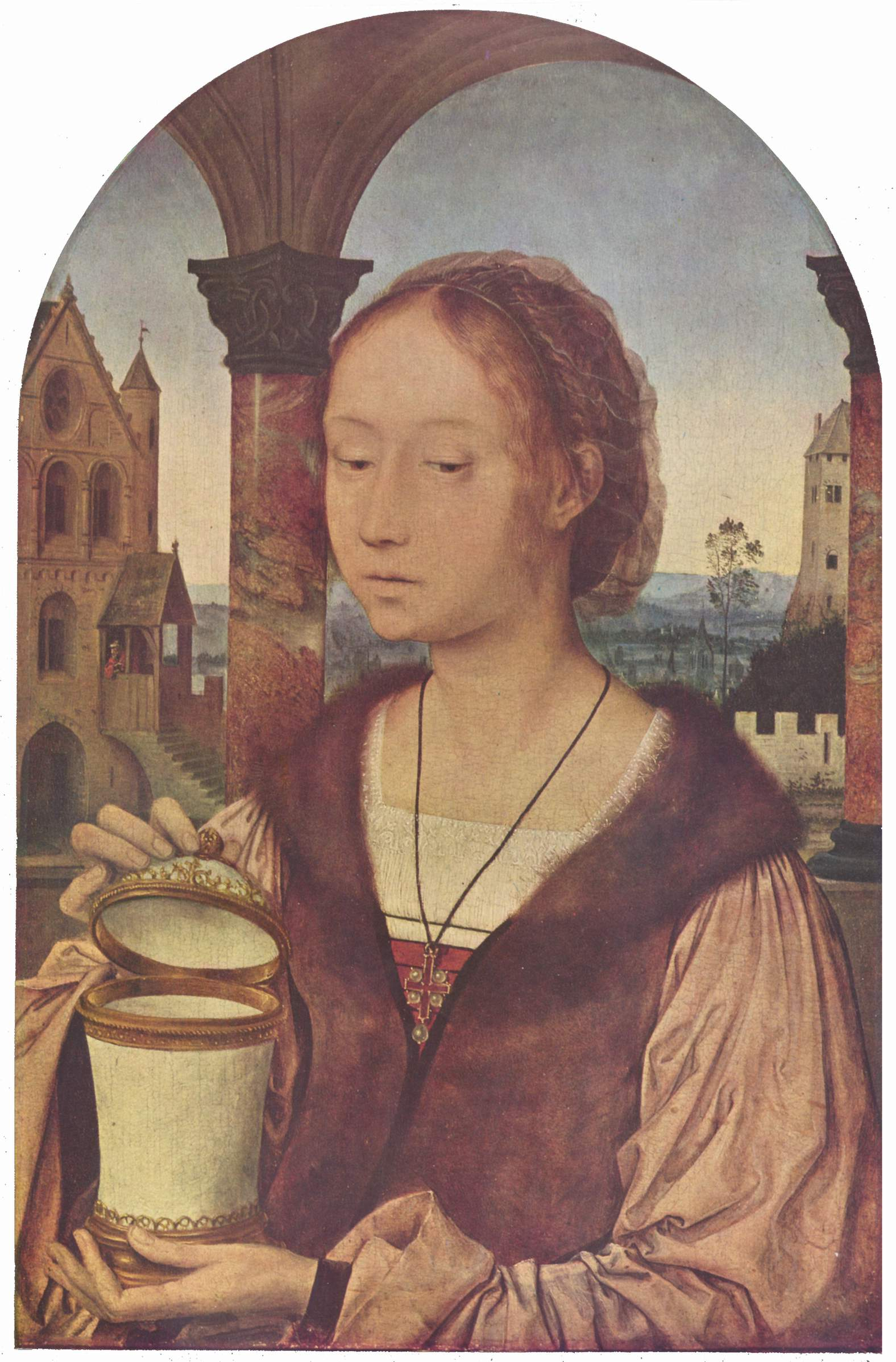
Quentin Massys: Hl. Magdalena
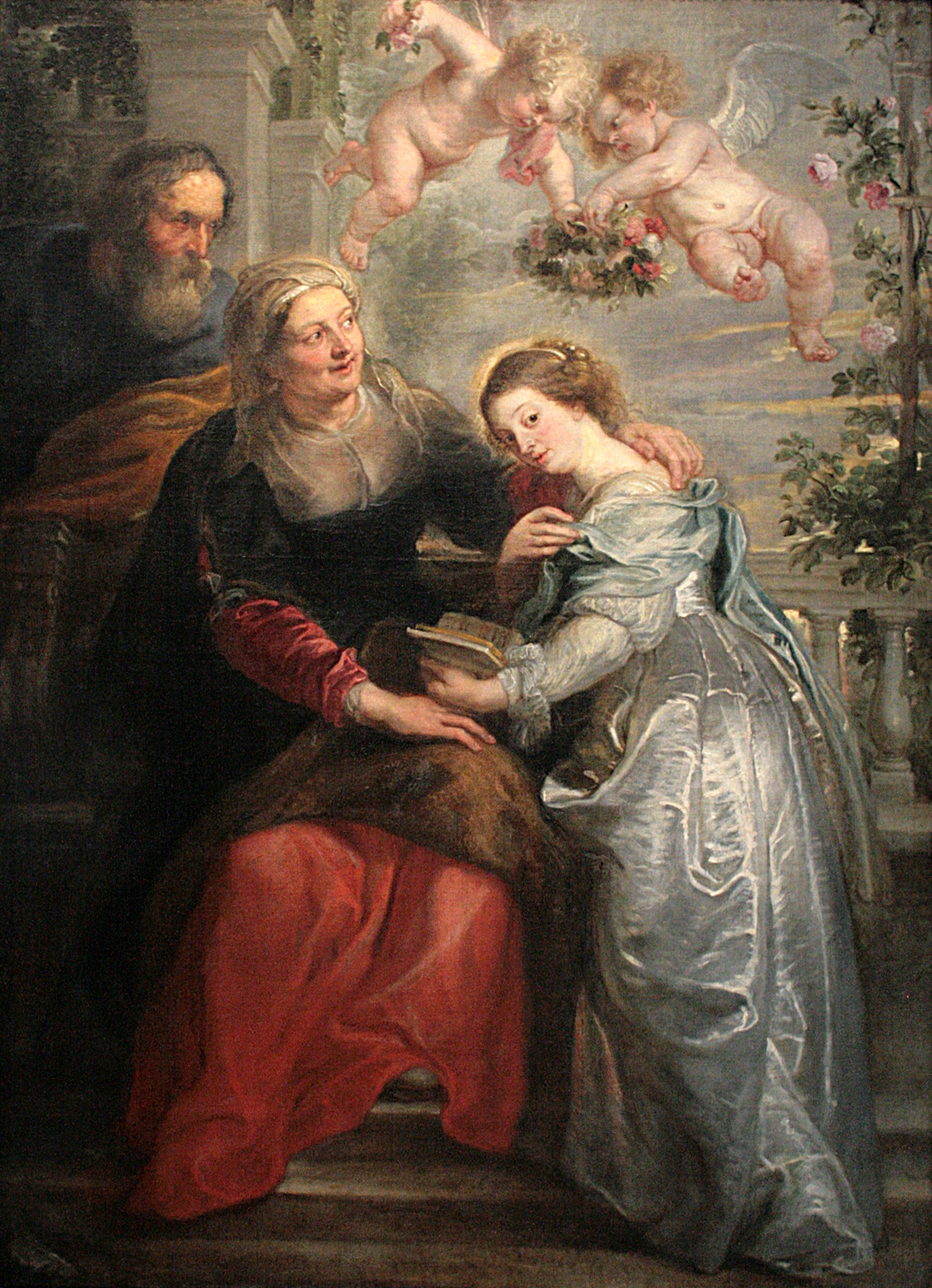
Peter Paul Rubens: Die Ausbildung von Maria
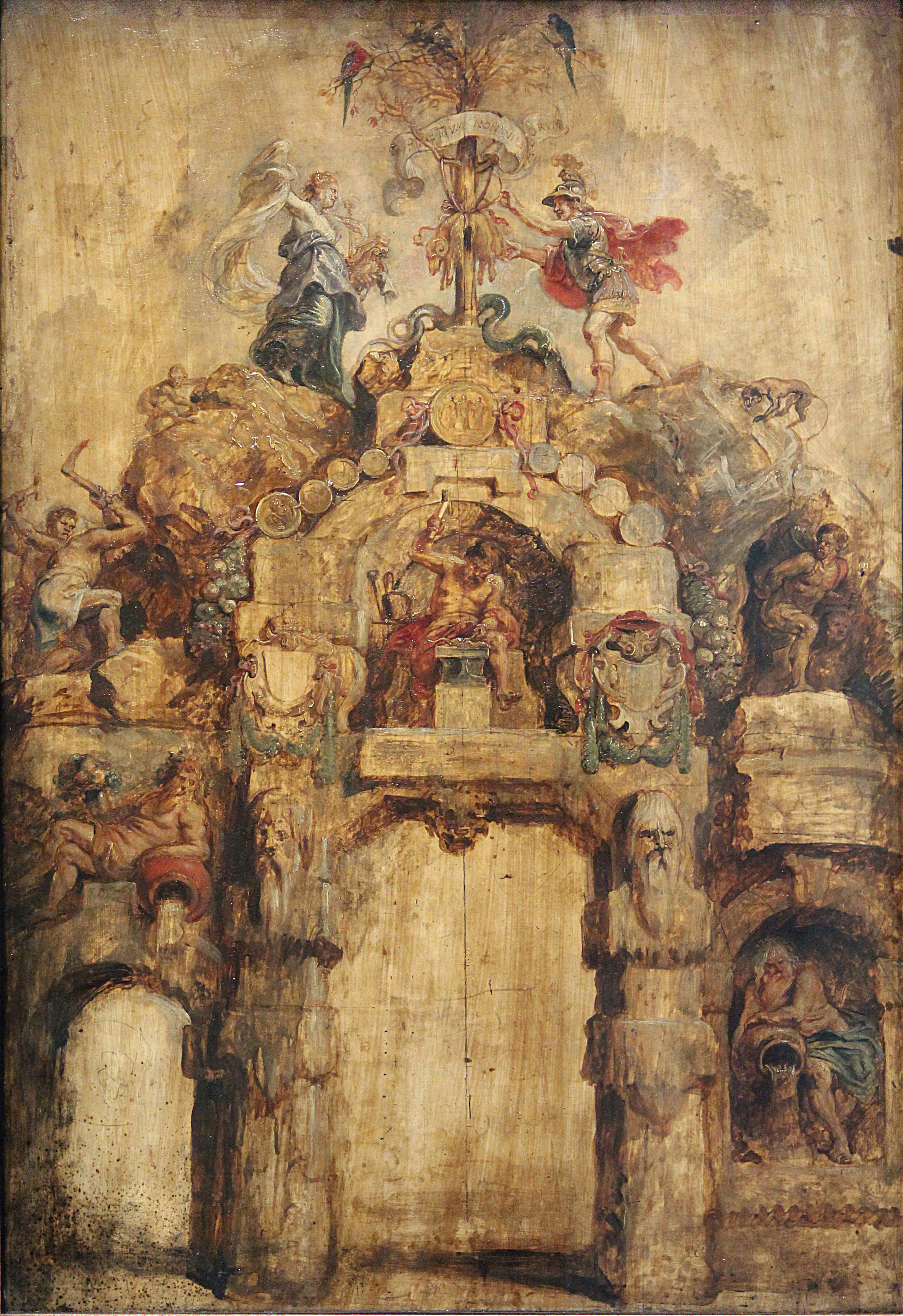
Peter Paul Rubens: Der Bogen der Mint
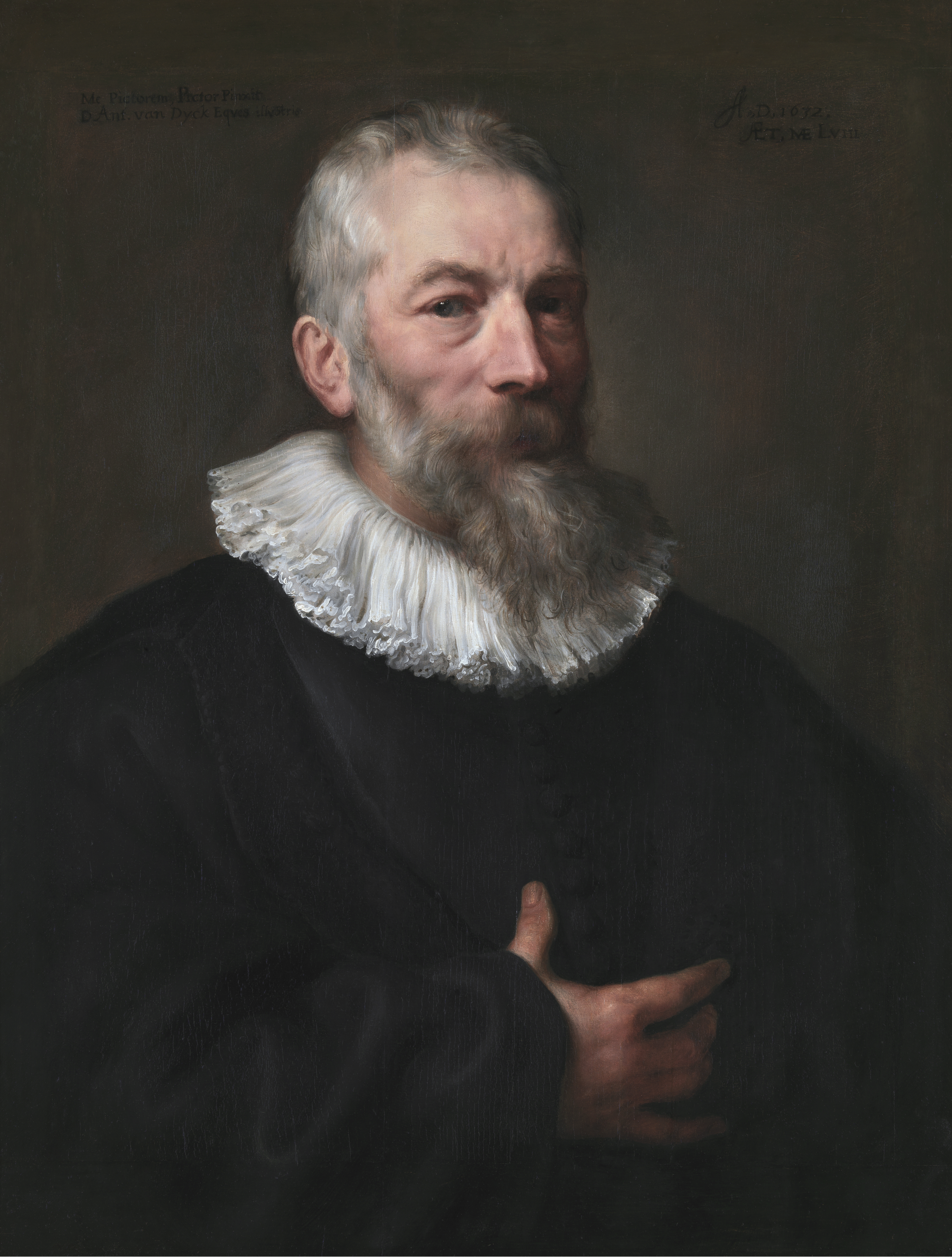
Anthonis van Dyck: Porträt des Malers Marten Pepyn
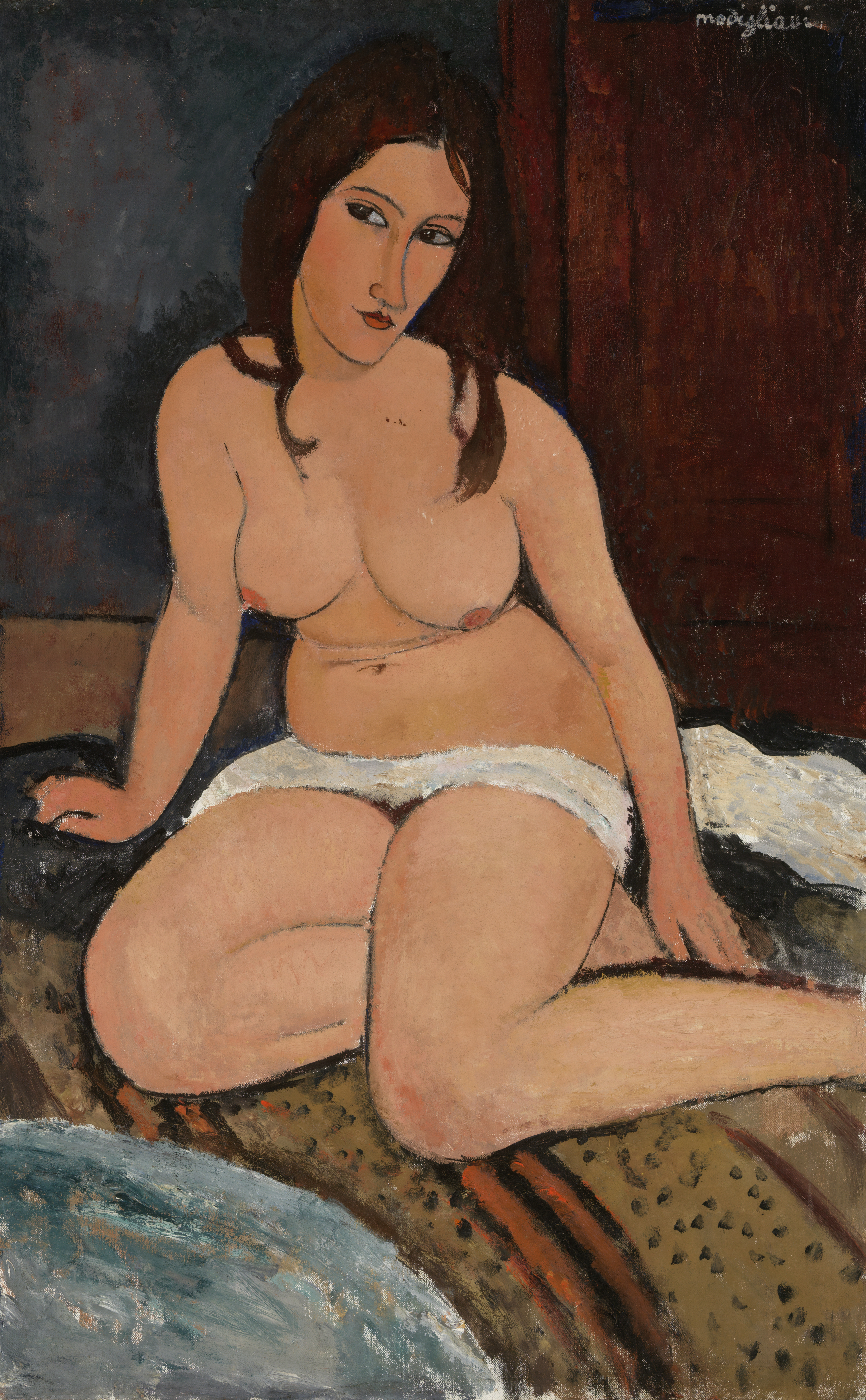
Amedeo Modigliani: Sitzender Akt